# Zagami (Meteorit)
Koordinaten: 11° 43′ 59″ N, 7° 4′ 59″ O
Der Meteorit Zagami, gefallen am 3. Oktober 1962 in Nigeria, ist mit einer Masse von etwa 18 Kilogramm einer der größten jemals gefundenen Marsmeteoriten, er wird jedoch inzwischen übertroffen vom 2022 in der Westsahara gefallenen Amgala 001 mit 34,67 kg.
Der Meteorit Zagami steht in keinerlei Verbindung zum Asteroiden Zigamiyama, der nach einem Berg im Iide-Gebirge (Iide-san), Bandai-Asahi-Nationalpark (Japan), benannt ist, der wiederum nichts zu tun hat mit dem Berg oder Felsen Zagami in der Nähe der Einschlagsstelle in Nigeria.

## Fall, Bergung und Aufbewahrung
Der Meteorit ging in einer Entfernung von ca. 1,2 km vom Zagami-Felsen des gleichnamigen Ortes in Nigeria etwa 3 Meter entfernt von einem Bauern nieder und erzeugte ein etwa 61 cm tiefes Loch. Laut Ron Baalke (NASA/JPL) ist der Zagami-Meteorit der am leichtesten für Sammler erhältliche „SNC-Meteorit“ (bezieht sich auf die SNC-Klassifizierung von Meteoriten, speziell Marsmeteoriten, in die Gruppen der Shergottite, Nakhlite und Chassignite).
Der Fund wurde zunächst an das Geologische Institut von Kaduna geschickt und in das Kaduna Museum gebracht. 1988 kaufte der Meteoritenhändler Robert Haag ein Stück des Meteoriten mit einer Masse von ca. 7 kg (später weitere Stücke mit insegasemt ca. 2 kg); in der Folge wurde Zagami in zahlreiche Stücke zersägt, die sich heute in verschiedenen Sammlungen befinden.

## Zusammensetzung und Beschaffenheit
Zagami besteht aus feinkörnigem, pyroxenreichem Basalt, sehr ähnlich dem Meteoriten Shergotty, dem Typmeteorit und Namensgeber für seine Gruppe. Er besteht aus 75 % Pyroxen (Pigeonit und Augit) und 18 % Plagioklas-Glas.
In diesem Meteorit wurde das Mineral Seifertit nachgewiesen, ein dichtes orthorhombisches Polymorph von Siliziumdioxid (SiO2) mit einer Struktur vom Typ Scrutinyit (α-PbO2). Seifertit ist bekannt aus dem stark geschockten Marsmeteoriten Shergotty (Meteorit), wo es in Komposit-Siliziumdioxidkörnern (englisch composite silica grains) zusammen mit dichtem SiO2-Glas lamellenartige Strukturen bildet.
Das Mineral ist außerdem in einigen Körnern mit geringem Stishovit-Anteil und einem weiteren monoklinen dichten SiO2-Polymorph mit einer ZrO2-artigen Struktur verwachsen.

### Typlokalität

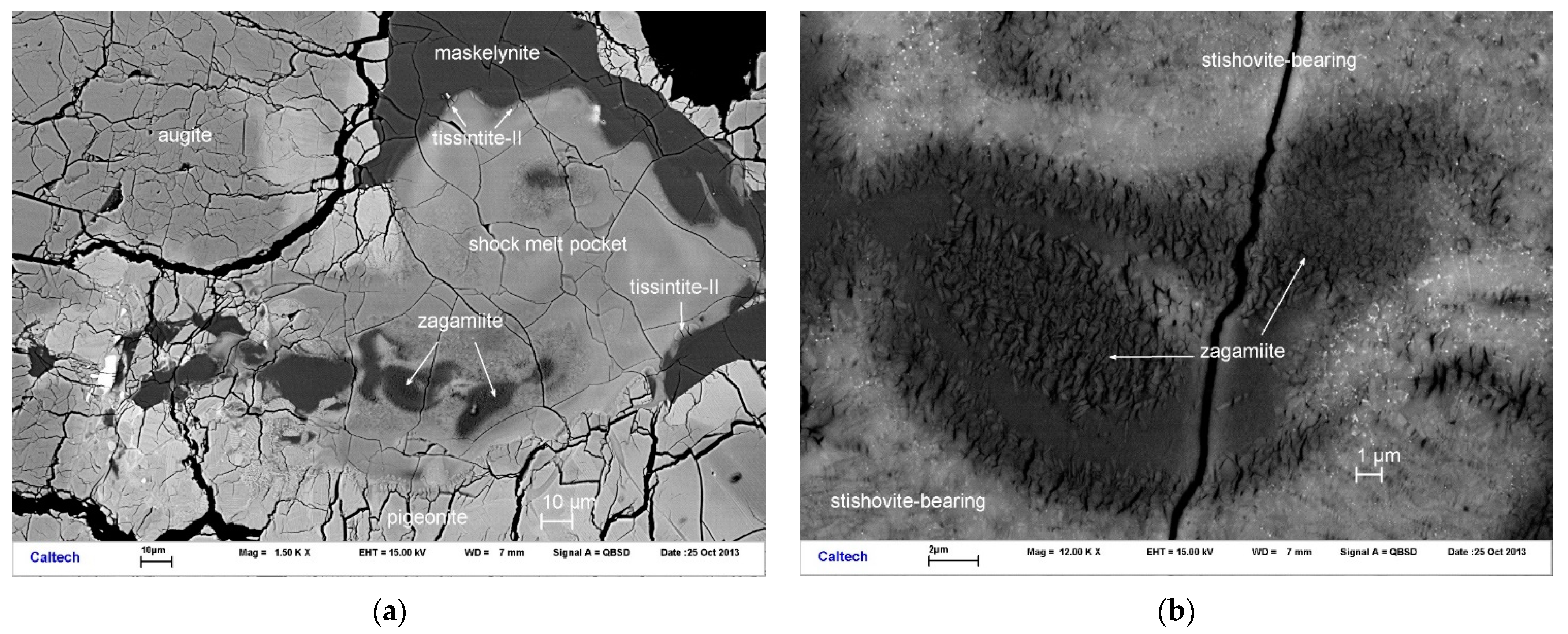
a) Rückstreuelektronenbild (Backscatter electron image, BSE): Zagamiit-haltige Schockschmelztasche im Meteorit Zagami. (b) Das vergrößerte BSE-Bild der Bereiche in (a) zeigt den feinkörnigen Zagamiit. Stishovit-haltige Regionen enthalten ebenfalls Zagamiit und abgeschreckte Schmelze (quenched melt).

In dem Meteoriten wurde das Mineral Liebermannit erstmalig gefunden, weswegen er für dieses als Typlokalität gilt.
Ein weiteres neues Mineral, Zagamiit (CaAl2Si3.5O11), wurde 2023/2024 nach dem Meteoriten benannt.

### Schockstatus
Der Schockstatus des Meteoriten wird auf S5-S6 eingestuft.
Es gibt schockinduzierte Schmelzgänge mit amorphem Gläsern von Silikat-Perowskit und Silikat-Titanit. Dagegen kristallisierten Omphacit, Stishovit, Plagioklas und Akimotoit während der Dekompression aus der Schmelze.

### Umwelteinflüsse: Verwitterung auf Mars und Erde
In der Zusammensetzung wurde eine vergleichsweise große Menge an Spuren der Marsatmosphäre sowie zuvor Strahlung ausgesetztes Material vom Marsboden gefunden.
Da der Meteorit unmittelbar beim Einschlag beobachtet und gefunden wurde, gibt es natürlich keine irdische Verwitterung.

## Weiterführende Literatur
- P. Beck, Ph. Gillet, A. El Goresy, S. Mostefaoui: Timescales of Shock Processes And The Size of Martian Meteorites Source Craters, Constrained From Shock Metamorphism. In: Lunar and Planetary Science XXXVI, 2005. 2 Seiten; LPI:1333 (PDF, englisch).
- Bruno Leonardo do Nascimento-Dias, Maria Elizabeth Zucolotto, Hugo Camarano Belgo, Talita Valverde Ferreira da Silva, Virgĩlio de Carvalho dos Anjos: Detection of organic or inorganic material in Martian meteorite Zagami by vibrational spectroscopy? In: Cambridge University Press: International Journal of Astrobiology, Band 19, Nr. 6, 14. September 2020, S. 438–445; doi:10.1017/S147355042000021X (englisch).